# Gavazzana
Gavazzana (piemontiul: Gavassàuna) település Olaszországban, Piemont régióban, Alessandria megyében. Lakosainak száma 173 fő (2018. január 1.). Gavazzana Sant’Agata Fossili, Sardigliano és Cassano Spinola községekkel határos.

## Népesség
A település lakossága az elmúlt években az alábbi módon változott:

| 2017 | 175 |
| 2018 | 173 |